# Cebus apella
Cebus apella là một loài động vật có vú trong họ Cebidae, bộ Linh trưởng. Loài này được Linnaeus mô tả năm 1758.
Đây là loài bản địa Nam Mỹ. Theo định nghĩa truyền thống, nó là một trong những loài linh trưởng phổ biến nhất trong Xứ Tân nhiệt đới, nhưng gần đây người ta đã đề nghị xem xét khỉ đuôi cong sọc đen, khỉ đuôi cong bụng vàng là các loài riêng trong một chi mới, do đó trên thực tế hạn chế phạm vi loài này trong lưu vực sông Amazon và các khu vực lân cận.

## Hình ảnh

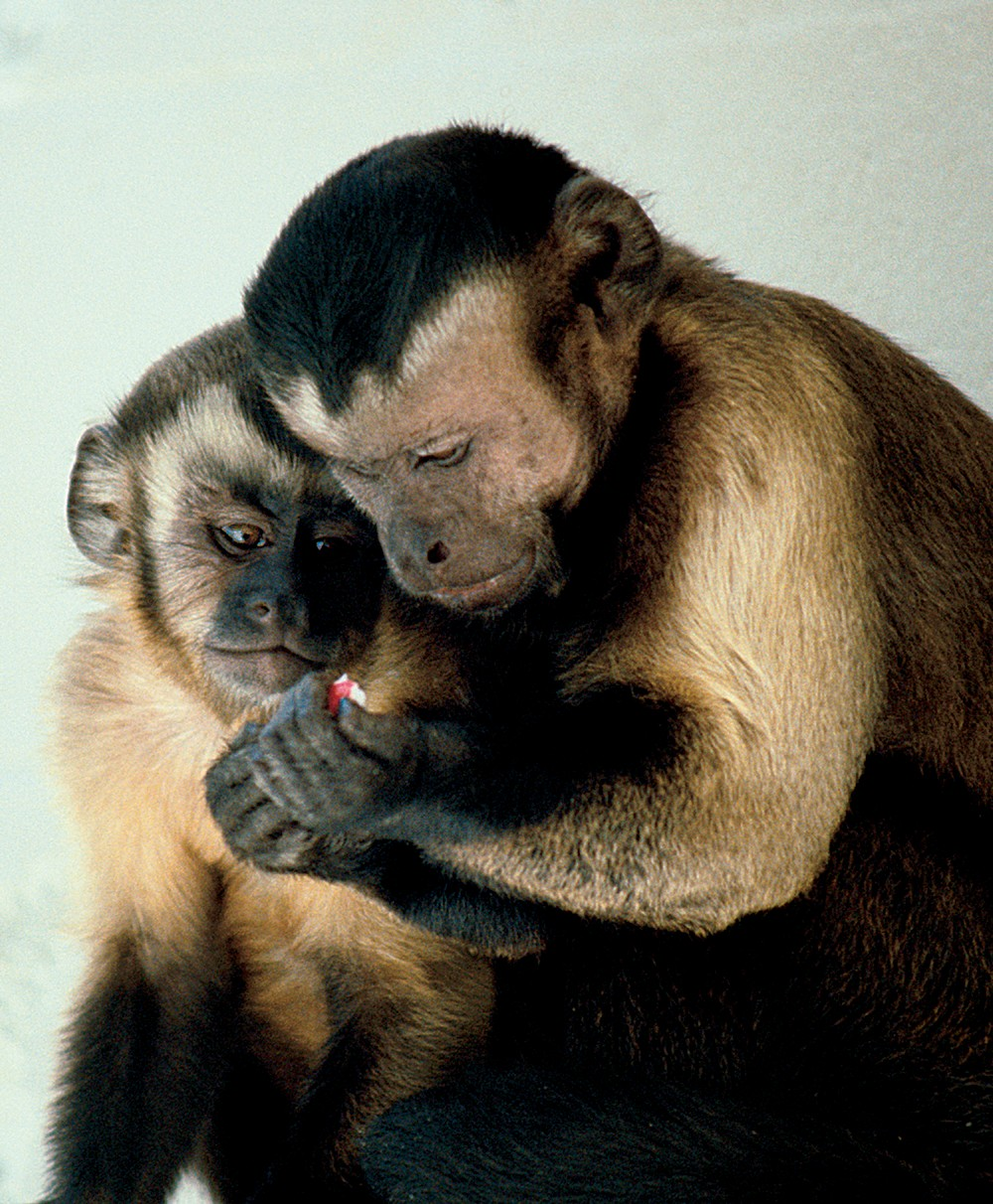
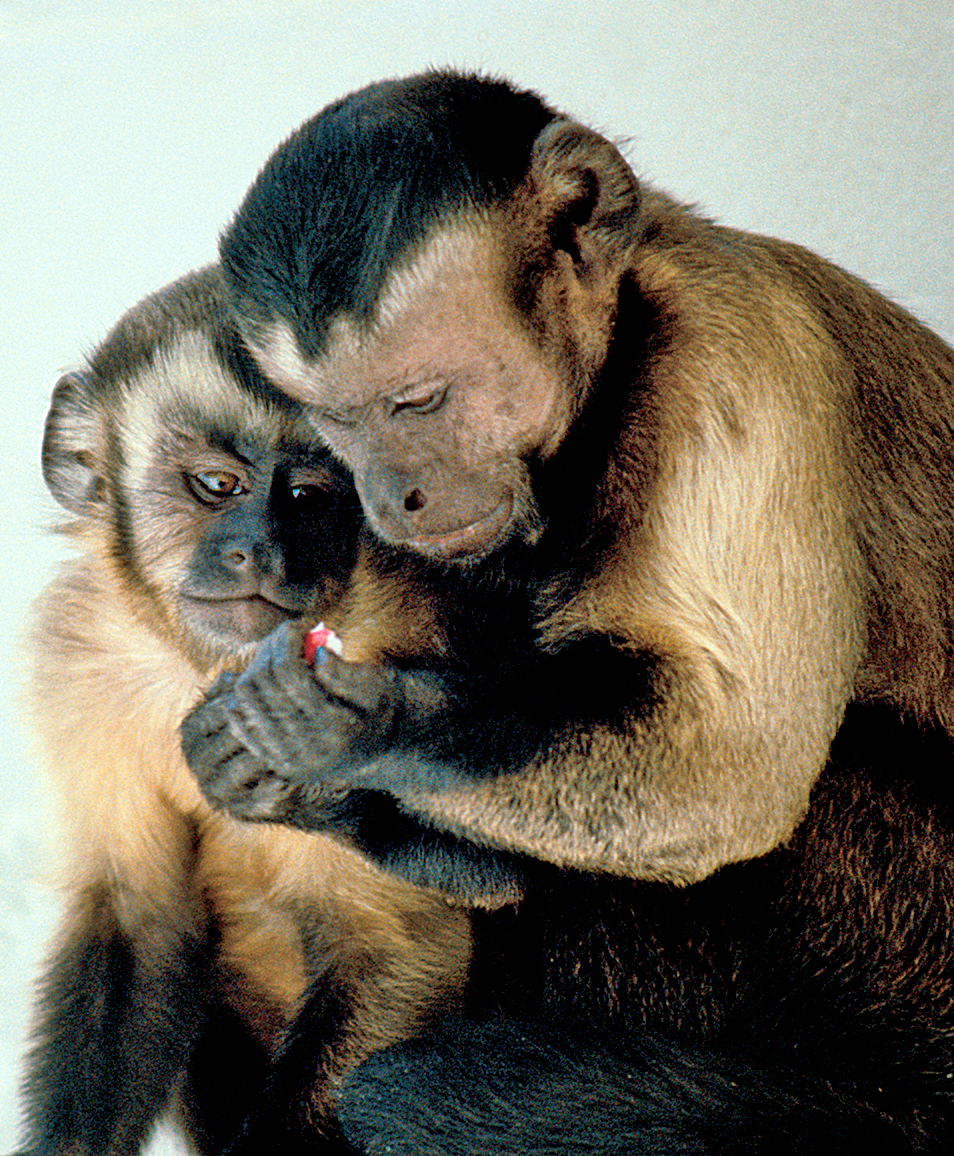
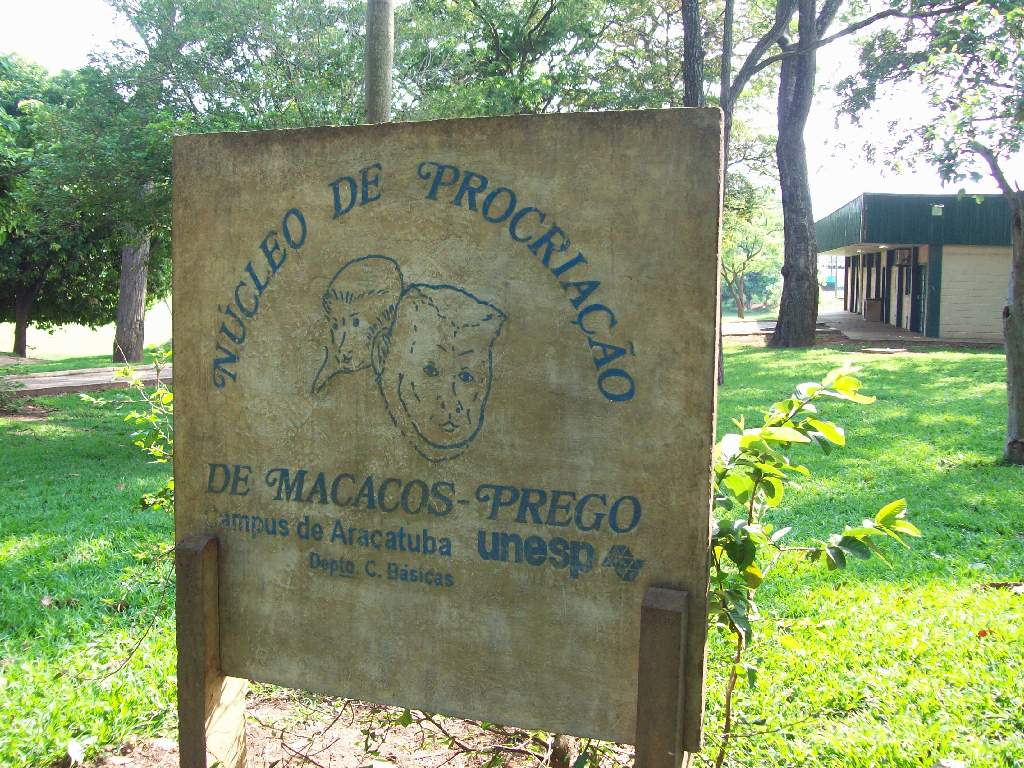
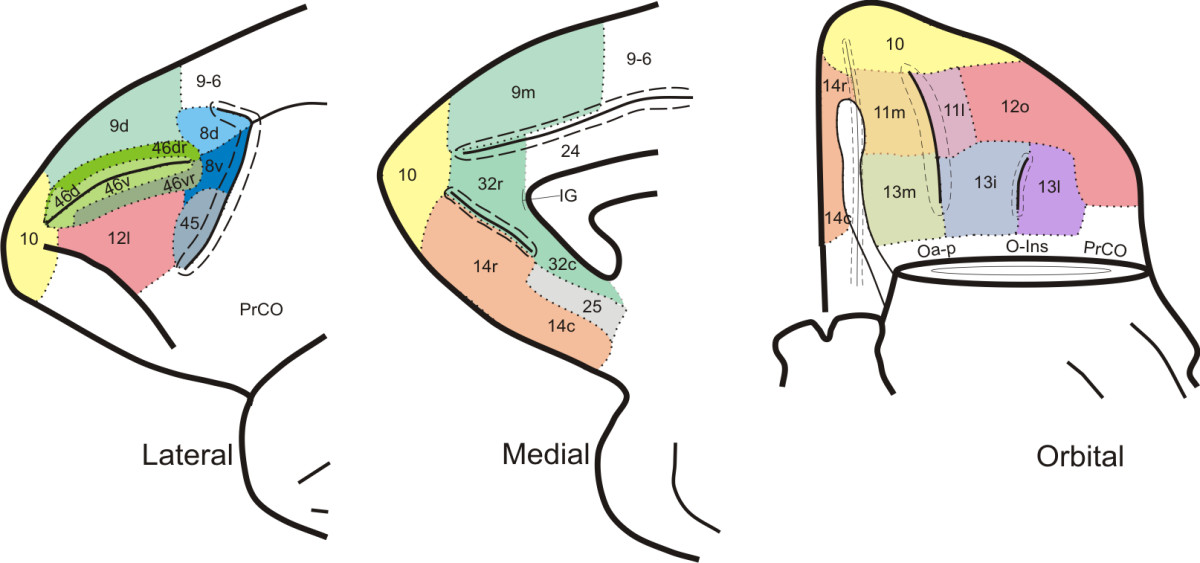